# Arena Acreana
El Arena Acreana es un estadio de usos múltiples ubicado en la ciudad de Río Branco en el estado de Acre, en el oeste de Brasil. Actualmente se utiliza sobre todo para los partidos de fútbol. El estadio tiene capacidad para 13 700 espectadores. Fue construido en el año 2006.
El estadio fue inaugurado oficialmente el 17 de diciembre de ese mismo año, cuando Río Branco FC venció a la Selección de fútbol sub-20 del Brasil por 2-1. El registro de asistencia del estadio se sitúa actualmente en 23 000, basado en ese partido.
Es considerado uno de los más modernos de Brasil, que tiene su césped importado de Italia, con el mismo tono utilizado en el estadio de San Siro .

## Cambio de nombre
En septiembre de 2019, el estadio recibió un nuevo nombre. La decisión de cambiar vino del gobierno del estado, que incluso realizó una encuesta en su sitio web oficial para saber qué nombre debería usar, además de tener la opción de quedarse (Arena da Floresta que obtuvo el 42,20% de los votos), También contó con Arena Rio Branco (7,84% de los votos) y el nombre de campeón Arena Acreana (49,96% de los votos). El gobernador Gladson Cameli dejó opciones de nombres para la población, a través de la opinión pública sobre el tema, en un canal de televisión local.